# Bob Nelson
Bob Nelson (Massapequa, Long Island, 3 maart 1958) is een Amerikaans komisch acteur. 

## Carrière
In de late jaren zeventig begon Nelson met stand-upcomedy in comedy clubs. Hij specialiseerde zich in komische typetjes met dik aangezette gezichtsuitdrukkingen. Later was hij acht jaar lang de opening act voor Rodney Dangerfield. Samen met Jerry Seinfeld, Roseanne Barr, Rita Rudner en Bob Saget deed hij mee aan stand-up shows op HBO.
In 1983 won Nelson een Emmy Award voor "Double Muppet Hold the Onions". 

## Gedeeltelijke filmografie
- Double Muppet Hold the Onions (1983) - Frank
- The Falcon and the Snowman (1985) - FBI Agent
- Ryder P.I. (1986) - Eppie
- Miracles (1986) - Sergeant Lewis
- Kindergarten Cop (1990) - Henry Shoop
- Nothing Upstairs (1990) - Bob
- This Is My Life (1992) - Ed
- Brain Donors (1992) - Jacques
- Miss Evers' Boys (1997) - Muzikant
- The Appleby Sensation (1997) - Taalkundige